# Polit cantaire

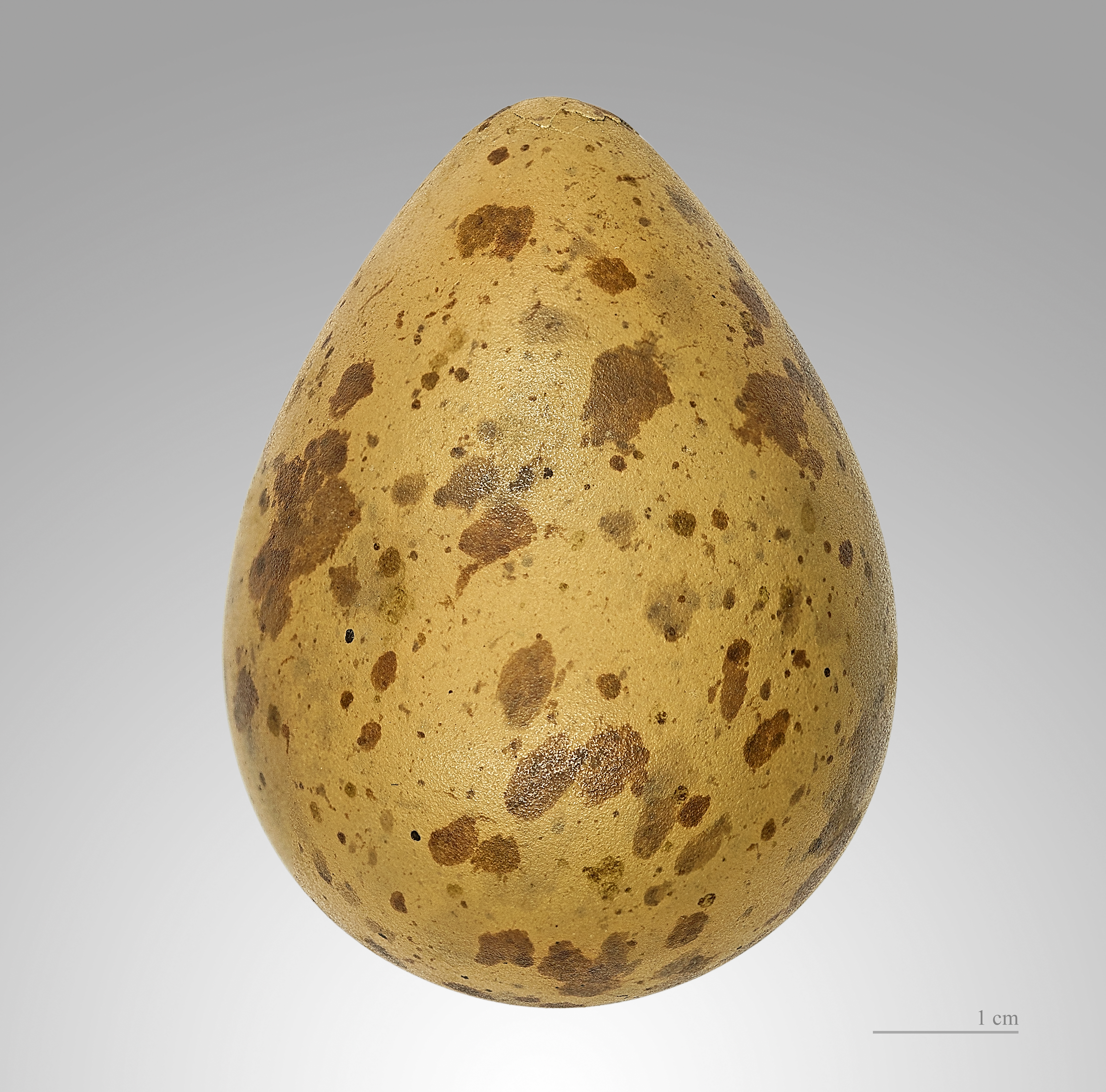
Numenius phaeopus

El polit, polit (o siglot) cantaire, polit gris, polit petit, becut, serranet, xarlot petit, caniculàs, la cega reial o la curlera (cantaire) a les Balears (Numenius phaeopus) és una espècie d'ocell de la família dels escolopàcids (Scolopacidae) que habita, a l'estiu, zones de tundra d'Alaska, nord-oest del Canadà, sud-oest de la Badia de Hudson, Islàndia, Escandinàvia i Sibèria, fins a Kamtxatka. Passa l'hivern a les costes i grans llacs de gran part de les zones tropicals i subtropicals d'arreu el món.

## Descripció
Ocell de bec arcat, potes blavoses i taques fosques romboidals a la part dorsal.